# Piquetero
Piqueteros (ental: piquetero) er en argentinsk betegnelse for arbejdsløse demonstranter, der blokerer veje og firmaer for at gøre opmærksom på deres situation.
Piqueteros-bevægelsen opstod i midten af 1990'erne som reaktion på følgerne af præsident Carlos Menems økonomiske politik.
| Forening eller organisation | Spire Denne artikel om en forening eller organisation er en spire som bør udbygges. Du er velkommen til at hjælpe Wikipedia ved at udvide den. |